# Rione Taormina
Il rione Taormina è un'area degradata di Messina, in fase di risanamento urbano, posta nei pressi del vecchio stadio "Giovanni Celeste", nella zona sud della città della quale un tempo era la periferia, mentre oggi è quasi parte del centro cittadino.

## Toponimo
Il suo nome deriva da "via Taormina", la strada principale che attraversa il rione.

## Storia
Edificato tra gli anni '20 e '30 del XX secolo come casette provvisorie per i  terremotati del 1908. A causa della seconda guerra mondiale e poi per l'inerzia della classe politica cittadina, è stato risanato solo in piccola percentuale con l'abbattimento dei vetusti e fatiscenti alloggi e la costruzione di nuove moderne palazzine di edilizia popolare.

## Viabilità e trasporti pubblici
Oltre la via Taormina che dà il nome al rione, lo stesso è contrassegnato da piccole strade il cui nome è dedicato a poeti e scrittori latini.
 Il rione Taormina è il capolinea sud della nuova tranvia di Messina, che diverrà anche il capolinea dei bus che servono i villaggi della zona  sud della città.

## ZIR
La zona industriale regionale, posizionata a nord del rione Taormina, è un insieme di capannoni costruiti a metà degli anni '60 del XX secolo, che nelle intenzioni degli amministratori doveva servire per il rilancio dell'attività industriale messinese. Col tempo i capannoni invece sono stati utilizzati per attività commerciali ed artigianali.